# Saksensjön
Saksensjön är en sjö i Vilhelmina kommun i Lappland och ingår i Ångermanälvens huvudavrinningsområde. Sjön har en area på 3,29 kvadratkilometer och ligger 509 meter över havet. Sjön avvattnas av vattendraget Rissjöbäcken.

## Delavrinningsområde
Saksensjön ingår i det delavrinningsområde (723406-149009) som SMHI kallar för Utloppet av Saksensjön. Medelhöjden är 617 meter över havet och ytan är 20,94 kvadratkilometer. Räknas de 8 avrinningsområdena uppströms in blir den ackumulerade arean 85,86 kvadratkilometer. Rissjöbäcken som avvattnar avrinningsområdet har biflödesordning 3, vilket innebär att vattnet flödar genom totalt 3 vattendrag innan det når havet efter 413 kilometer. Avrinningsområdet består mestadels av skog (70 procent) och kalfjäll (14 procent). Avrinningsområdet har 3,29 kvadratkilometer vattenytor vilket ger det en sjöprocent på 15,7 procent.